# PAL区

各国家的电视系统分布. 使用PAL制式以蓝色显示。

PAL区指使用PAL制式（即逐行倒相，電視廣播中色彩調頻的一種方法）的地区。亚洲、非洲、澳大利亚、新西兰和西欧在内的大部分国家和地区一般使用PAL制式，而美国、日本和台灣则使用NTSC制式。
因为区域限制，大部分在PAL区推出的电子游戏都不会在NTSC-U/C或NTSC-J区域的游戏平台推出。然而，由于Microsoft的策略考虑到发行商，一些Xbox和Xbox 360游戏沒有区域加密。Sony的PSP有类似的策略，但大部分发行商选择不对UMD游戏区域加密。PlayStation 3 Blu-ray Disc游戏是不限区域的。所有Nintendo家用机平台都会通过软件加密或对媒体和平台物理差异进行区域封锁。和历史上大多数掌上游戏机（Neo Geo Pocket、Game Gear等）一样，Nintendo的掌上游戏机没有区域限制（但Nintendo DSi和Nintendo 3DS会对DSi/3DS的一些软件有区域限制）。
澳洲只在Wii、PlayStation 3和Xbox 360有PAL版游戏。Nintendo DS游戏在澳洲发行本土版或北美版以缩短推出延迟时间；但一些分销商由于对欧洲的子公司完全控股，会使用欧洲版，如Konami和Capcom。
由于大部分掌上游戏机平台有自带的显示媒体，所以不像电视游戏机受到电视制式限制，然而也常會因為本地化和發售策略而出現同樣的区域劃分。

## 发行区域
PAL区的范围由系统和发行商而定。PAL区发行通常包括以下国家和地区：
| - 阿富汗 - 阿尔巴尼亚 - 澳大利亚 - 奥地利 - 孟加拉国 - 比利时 - 巴西 - 保加利亚 - 丹麦 - 中华人民共和国 - 克罗地亚 - 塞浦路斯 - 捷克 - 埃及 | - 爱沙尼亚 - 芬兰 - 法国（PAL-SECAM TV） - 德国 - 希腊 - 匈牙利 - 冰岛 - 印度 - 印尼 - 伊朗 - 伊拉克 - 爱尔兰 - 以色列 - 意大利 | - 拉脱维亚 - 立陶宛 - 卢森堡 - 马来西亚 - 马耳他 - 黑山 - 尼日利亚 - 新西兰 - 荷兰 - 挪威 - 马其顿共和国 - 巴基斯坦 - 波兰 - 葡萄牙 | - 罗马尼亚 - 俄罗斯 - 沙烏地阿拉伯 - 塞尔维亚 - 斯洛伐克 - 索马里 - 南非 - 西班牙 - 瑞典 - 瑞士 - 泰国 - 土耳其 - 乌克兰 - 阿拉伯联合酋长国 - 英国 |

以及其他中东，非洲，和欧洲一些国家。

## 60赫兹运行
20世纪90年代中期，PAL区的游戏玩家通过对游戏平台的修改（如超级任天堂和Mega Drive），已经普遍以60赫兹运行遊戲，催生出具有NTSC/60赫兹能力的PAL电视，使修改变得相对简单。随着第五世代开始，带来了更强的硬件和3D图像，开发商可以使游戏在PAL的50赫兹下达到全分辨率，而不需要边框和拉伸，尽管游戏运行还是相对慢，而且所有都是50赫兹运行。从世嘉游戏机Dreamcast开始，第六世代期间开发商在他们的游戏内包含PAL60模式。在PAL60下运行的游戏以50赫兹PAL信号同样的颜色编码设计，但能达到NTSC的分辨率与60赫兹频率，提供与NTSC一样的游戏体验。

## 关于对PAL区游戏的批评
历史上，一般认为移植到PAL区的游戏的游戏速度和帧速率都比NTSC上的要差。由于NTSC制式是60 fields/30帧每秒，但PAL是50 fields/25帧每秒，游戏速度一般会慢大概17.5%来避免时间问题或难以解决的编程问题。